# Самутсакхон (провинция)
Самутсакхон (тайск. สมุทรสาคร) — провинция в центральной части Таиланда в 28 км от Бангкока.
Административный центр — город Самутсакхон.
На гербе провинции изображена джонка, которая причаливает к берегу, вдалеке виднеется дымящаяся труба. Это символизирует промышленную направленность данного региона.

## Географическое положение
Провинция расположена в устье реки Тхачин, рукава реки Чаупхрая. На юге омывается Сиамским заливом Тихого океана, побережье которого используется для добычи соли.

## Климат
Климат тропический, муссонный.

## История
Первоначально, административный центр город Самутсакхон носил название Тхачин в честь реки, на которой он расположен, возможно, по причине того, что в прежние времена это был большой торговый порт с большим количеством китайских торговцев. В 1548 году Тхачин сменил имя на Сакхонбури. Он стал центром для набора войск из различных окрестных городов и прибрежных поселений Сиамскимского залива. В 1704 году имя города вновь изменилось на Махачаи, когда вырыли канал с таким же названием, который соединил отдалённые части города с рекой. Позже, король Рама IV переименовал город в Самутсакхон.

## Административное деление

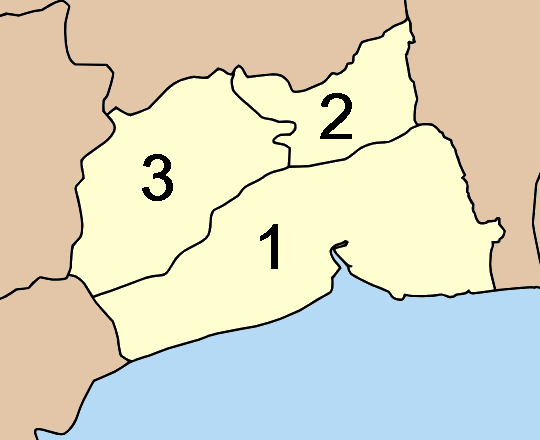
Административное деление провинции Самутсакхон

Общая площадь провинции составляет 872,3 км² и административно делится на 3 района (ампхое).
| №. | Ампхое       | Тайск.              |
| -- | ------------ | ------------------- |
| 1. | Samut Sakhon | (อำเภอเมืองสมุทรสาคร) |
| 2. | Krathum Baen | (อำเภอกระทุ่มแบน)     |
| 3. | Ban Phaeo    | (อำเภอบ้านแพ้ว)       |

## Население
По состоянию на 2015 год население города составляет 545 454 человека. Плотность населения — 625,3 чел/км². Численность женского населения (51,7 %) превышает численность мужского (48,3 %).

## Достопримечательности
- Крепость Вичиан Чодок (тайск. ป้อมวิเชียรโชฎก). Была построена в 1827 году, во время правления короля Рамы III, для предотвращения вторжения врагов с моря. Она расположена в центральной части города Самутсакхон, примерно в 200 метрах от городской мэрии. Сейчас, от крепости, остались лишь развалины.
- Рынок Махачаи — самый большой в Таиланде рынок свежих морепродуктов. Также на рынке можно купить изделия местных ремесленников, такие, как плетеная мебель, керамика и сувениры.

На западном берегу реки Тхачин можно посетить рыбацкий поселок, где в промышленных масштабах занимаются разведением морепродуктов.
- Святыня Пхантхаи Норасин (тайск. ศาลพันท้ายนรสิงห์) Этот небольшой храм был воздвигнут в память Пхантхаи Норасин, человека, жившего в период Аюттхаи. В 1704 году, когда Фра Чао Суа, король Аюттхаи, путешествовал на своём корабле по изогнутому каналу Кхок Кхам, Пхантхаи Норасин служил на этом корабле старшим рулевым и в один момент не смог справиться с управлением и врезался в деревья, растущие на берегу канала. В стремлении к справедливости и честности, рулевой попросил казнить себя за эту ошибку, хотя король бы простил его.

После его смерти, король приказал построить храм неподалёку от места трагедии. И повелел вырыть новый канал, для того, чтобы избежать в дальнейшем острых углов канала Кхок Кхам, которые и привели их корабль к крушению. Позже, новый канал, получил имя Махачаи.
- Солевая ферма — является самым крупным производителем поваренной соли в Таиланде. Её владения растянулись на много километров вдоль границы с провинцией Самутсонгкхрам.
- Храм Яй Чом Прасат (тайск. วัดใหญ่จอมปราสาท) — древний храм, предположительно построенный в период Аюттхаи.
- Храм Чонг Сом (тайск. วัดช่องลม) или Саттху Вта Варарам (тайск. วัดสุทธิวาตวราราม). Храм расположен на западном берегу реки Тхачин, неподалёку от рыбацкой деревни. Он был построен в период Аюттхаи. Все здания храма отреставрированы, а площадка, выходящая к морю, используется местными жителями как зона отдыха.

## Фестивали и ярмарки
- В феврале каждого года устраивается фестиваль морепродуктов, во время которого рыбаки и сельскохозяйственные работники выставляют на продажу свою продукцию.
- Сельскохозяйственная ярмарка Бан Пхэо.
- Ежегодно в июне по набережной перед городской мэрией проходит шествие Чаопхо Лак Мыанг фестиваль меда, во время которого существует традиция предлагать этот продукт монахов с надеждой на то, что такой добрый поступок вернется обратно к человеку таким же добром.